# Folkinitiativ (Österrike)
Folkinitiativ (österr. Volksbegehren) i Österrike är ett av de två direktdemokratiska institut som är reglerade i författningen. Det ger medborgarna möjlighet att väcka ett laginitiativ i parlamentet. 
För att starta ett follkinitiativ behövs stödet av minst 1 ‰ av alla valberättigade i Österrike (~ 8 000). Efter att deras underskrifter lämnats in bestäms en registreringsvecka där alla som vill stödja folkinitiativet kan skriva på laginitiativet. Uppnår folkinitiativet minst 100 000 stödunderskrifter eller minst en sjättedel av alla valberättigade i tre förbundsländer måste parlamentet behandla initiativet som vilket lagförslag som helst. Hittills kom alla folkinitiativ förutom ett in i parlamentet. Parlamentet kan förkasta lagförslaget efter diskussion vilket är det vanliga. 
Folkinitiativets betydelse ligger i medborgarnas möjlighet att uppmärksamma politikerna på ett angeläget problemområde som är politiskt försummat eller negligerat. På så sätt kan man initiera en politisk diskussion om problemområdet och i bästa fall leder initiativet till att politikerna själva hittar en lösning. Ett framgångsrikt folkinitiativ i Österrike var t.ex. det s.k. Radio-folkinitiativet gällande reformen av Österrikes statliga TV- och radiobolag. Det fick stödet av mer än 880 000 människor (17,7 % av alla röstberättigade) och ledde till ”radiolagen”. Folkinitiativ som fick mest stöd kunde samla mer än 25 % av alla röstberättigade bakom sig.
Folkinitiativrätten finns även inskriven i de flesta förbundslandsförfattningarna. På förbundslandsnivån skiljer sig förutsättningarna för och genomförandet av folkinitiativ från förbundsland till förbundsland beroende på lagstiftningen.